# Fiscale visitatie
De fiscale visitatie is een onderzoeksdaad die de Belgische fiscus kan stellen in het kader van een onderzoek of controle naar de juiste toepassing van de belastingwetgeving door de onderzochte belastingplichtige.
De fiscale visitatie wordt in verschillende wetsartikelen geregeld naargelang de belasting waarover het precies gaat. De regeling is te vinden in respectievelijk artikel 319 van het Wetboek van de Inkomstenbelastingen 1992 en artikel 63 van het Wetboek over de Belasting op de Toegevoegde Waarde. Grosso modo lopen deze regelingen gelijk met elkaar, maar hier en daar bestaan er verschilpunten. Nog andere fiscale wetboeken kennen gelijkaardige regelingen. 
Hoewel de fiscale visitatie lijkt op een huiszoeking, gaat het niet om een huiszoeking.

## Inkomstenbelastingen
Wanneer de controlerende ambtenaar van de FOD Financiën zijn aanstellingsbewijs toont, moeten belastingplichtigen, natuurlijke of rechtspersonen, vrije toegang verlenen tot beroepslokalen of de lokalen waarin rechtspersonen/ondernemingen hun werkzaamheden uitoefenen tijdens de uren dat er een werkzaamheid wordt verricht. Het gaat dus om kantoren, fabrieken, werkplaatsen, werkhuizen, magazijnen, bergplaatsen, garages of de terreinen die worden gebruikt als werkplaats, werkhuis of opslagplaats van voorraden. 
Het doel van de visitatie bestaat erin om de aard en belangrijkheid van de werkzaamheden vast te stellen en het bestaan, de aard en de hoeveelheid te controleren van de voorraden en voorwerpen van alle aard die de personen er bezitten of onder zich hebben, zoals installaties en rollend materieel. Bovendien moet dit de fiscus de mogelijkheid geven om de boeken en bescheiden die zich in deze lokalen bevinden, te onderzoeken.
De fiscus heeft bovendien het recht om toegang te eisen tot alle lokalen waar vermoedelijk werkzaamheden worden verricht. Indien het gaat om particuliere woningen of bewoonde lokalen, is evenwel een machtiging van de politierechter vereist en mag de visitatie niet plaatsvinden tussen 5u 's morgens en 9u 's avonds. Indien er in de woning géén werkzaamheid wordt uitgeoefend, is een visitatie onmogelijk (hoewel de lagere rechtspraak hier in specifieke gevallen anders over oordeelt, bijvoorbeeld domiciliefraude waarbij de belastingplichtige doet alsof hij inwoner is van een belastingparadijs).
De controlerende ambtenaar heeft tijdens de visitatie een actief zoekrecht: dit houdt in dat hij mag nagaan welke boeken en bescheiden zich in de beroepslokalen bevinden met het oog op een controle. Hij mag bijvoorbeeld zelf kasten, rekken, lades, en deuren openen om de inhoud ervan te controleren. Maar, aangezien de visitatie géén huiszoeking is, heeft de controleur géén inbraakrecht: d.w.z. dat hij gesloten kasten niet mag openbreken. Evenmin mag de controleur de voordeur openbreken indien die gesloten blijkt te zijn (in tegenstelling tot een huiszoeking). Wel kan de belastingplichtige, die een medewerkingsplicht heeft, verzocht worden de versleutelde deur of kast te openen, ook bijvoorbeeld van een brandkast. Voor het openen van digitale bestanden kan de administratorcode gevraagd worden. De fiscus heeft de mogelijkheid kopieën te maken (zowel fysieke kopieën als van computerbestanden).
De belastingplichtige heeft een medewerkingsplicht. Indien hij die niet naleeft, kan de controlerende ambtenaar hem een boete opleggen.

## Toestemming belastingplichtige
De belastingplichtige moet instemmen met de visitatie. Indien de belastingplichtige niet instemt, mogen de controlerende ambtenaren zich geen eigenhandig toegang verschaffen tot de lokalen (beroeps of privé).
In een arrest van 16 juni 2023 heeft het Hof van Cassatie geoordeeld dat de toestemming van de belastingplichtige blijvend aanwezig moet zijn, d.w.z. gedurende de loop van de hele visitatie. De belastingplichtige kan op elk moment zijn toestemming kan intrekken, zelfs indien er een machtiging is van de politierechter. Dit volgt uit het recht op eerbiediging van het privéleven. Wanneer de belastingplichtige zijn toestemming intrekt, zijn de controlerende ambtenaren als gevolg verplicht om de visitatie te staken.
Indien de belastingplichtige een fiscale visitatie onterecht weigert, heeft de fiscus sinds de Wet van 20 november 2022 de mogelijkheid om de visitatie onder druk van een dwangsom af te dwingen. Deze dwangsom wordt opgelegd door een rechter.